# Claud Jacob

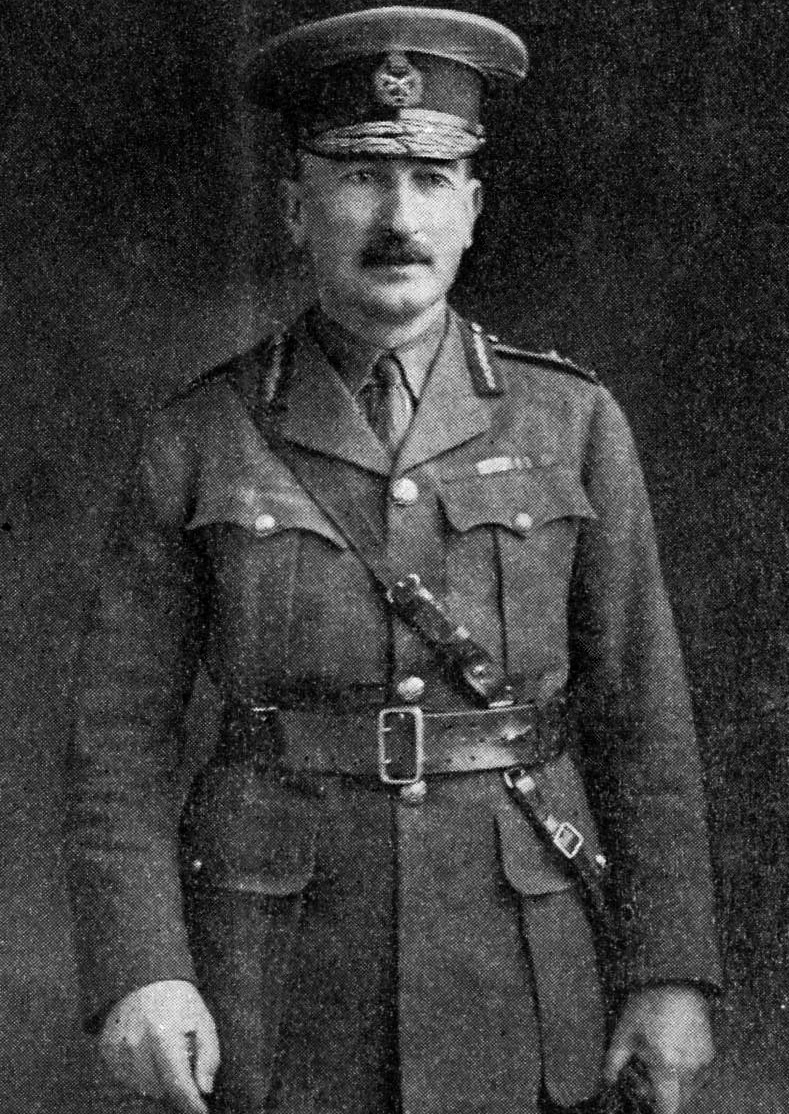
Claud Jacob während des Ersten Weltkriegs

Sir Claud William Jacob GCB, GCSI, KCMG (* 21. November 1863 in Mahidpur, Britisch-Indien; † 2. Juni 1948 in London) war ein Offizier der British Army und der British Indian Army, der den Rang eines Feldmarschalls erreichte.

## Leben
Jacob wurde in der Bombay Presidency als Sohn des Offiziers William Jacob geboren, der den Rang eines Major-General erreichte. Er besuchte die Sherborne School und die Royal Military Academy Sandhurst, bevor er 1882 als Offizier in das Worcestershire Regiment aufgenommen wurde. Mit diesem wurde er in Indien stationiert, wo er 1884 in das Indian Staff Corps überwechselte. Er wurde 1886 Adjutant im 30th Regiment (Jacob’s) Bombay Infantry und sammelte seine ersten Kampferfahrungen 1890 im Tal des Zhob an der Nordwestgrenze Britisch-Indiens. Anschließend wurde er in das 24th (Baluchistan) Regiment Bombay Infantry versetzt, in dem er 1893 zum Captain befördert wurde. Während seines 20-jährigen Dienstes an der Nordwestgrenze stieg er bis zum Colonel auf und befehligte das Zhob Levy Corps, die 106th Hazara Pioneers und wurde zuletzt Generalstabsoffizier 1. Grades im Stab der Meerut Division.
Mit der Meerut Division kam Jacob 1914 an die Westfront des Ersten Weltkriegs, die ab Oktober 1914 bei La Bassée zum Einsatz kam. Im Januar 1915 wurde er zum temporären Brigadier-General befördert und erhielt den Befehl über die Dehra Dun Brigade der Division, mit der er im März an der Schlacht von Neuve-Chapelle und im Mai an der Schlacht von Aubers Ridge teilnahm. Im September 1915 wurde er General Officer Commanding der Meerut Division, mit der er an der Schlacht bei Loos teilnahm. Nach dem Abzug des Indischen Korps von der Westfront erhielt er im November 1915 den Befehl über die britische 21st Division und erhielt seine Beförderung zum Major-General am 1. Januar 1916. Im März 1916 wurde er beim Einschlag einer deutschen Granate in sein Divisionshauptquartier schwer verwundet. Im September 1916, während der Schlacht an der Somme, erhielt er den Befehl über das II Corps der britischen Reserve Army unter Hubert Gough. Mit seinem Korps nahm er unter anderem an der Erstürmung des Bergrückens von Thiepval teil. Im Juni 1917 erhielt er seine substanzielle Beförderung zum Lieutenant-General und wurde mit seinem Korps in der Dritten Flandernschlacht im Herbst 1917 eingesetzt. Er behielt den Befehl über das Korps bis über den Waffenstillstand hinaus und nahm an der Besetzung des Rheinlandes teil.
Im Januar 1920 wurde er Chef des Generalstabes des Oberbefehlshabers in Indien, Henry Rawlinson, 1. Baron Rawlinson, und wurde im Mai des Jahres zum vollen General befördert. Von 1924 bis 1925 war er Oberbefehlshaber des indischen Northern Command, nach dem Tod Lord Rawlinsons im März 1925 folgte er diesem temporär auf dem Posten des Oberbefehlshabers in Indien nach, bis der designierte Oberbefehlshaber William Birdwood, 1. Baron Birdwood eingetroffen war. Jacob wurde anschließend militärischer Sekretär des India Office und behielt diesen Posten bis zu seinem Ausscheiden aus dem aktiven Dienst 1930. Am 30. November 1926 wurde er zum Feldmarschall befördert.
Jacob war von 1938 bis 1943 Konstabler des Tower von London. Er war zudem Colonel verschiedener Regimenter der britischen und indischen Armee. Jacob starb 1948 im Alter von 84 Jahren. Sein Sohn Ian war Lieutenant-General im Zweiten Weltkrieg und Generaldirektor der BBC von 1952 bis 1959.